# Jean-Louis Panné
 (mars 2016).
Si vous disposez d'ouvrages ou d'articles de référence ou si vous connaissez des sites web de qualité traitant du thème abordé ici, merci de compléter l'article en donnant les références utiles à sa vérifiabilité et en les liant à la section « Notes et références ».
Jean-Louis Panné, né le 12 mai 1953, est un historien français et éditeur chez Gallimard. Jean-Louis Panné a publié ses premiers articles dans Le Peuple français, revue d’histoire populaire, fondée par des étudiants de Nanterre.

## Biographie
Jean-Louis Panné a participé au mouvement des paysans du Larzac (lutte contre le camp militaire du Larzac), notamment lors de la construction de la bergerie de La Blaquière sur la commune de Millau. À la fin des années 1970, après avoir rompu avec le « gauchisme », il a rejoint l’équipe des Cahiers Spartacus dirigés par René Lefeuvre. Il s'est intéressé à l'histoire du syndicalisme, du communisme et à celle des démocraties populaires, en particulier la Pologne.
Bibliothécaire à l'Institut d'histoire sociale de 1979 à 1984, institut fondé par Boris Souvarine en 1935, il fait office de secrétaire auprès de l'ancien fondateur du Parti communiste-Section française de l'Internationale communiste, jusqu'à la mort de celui-ci en novembre 1984.
Engagé en 1980 dans le mouvement de soutien au syndicat indépendant NZSS Solidarnosc, il devient quelques années plus tard secrétaire de l'association « Solidarité avec Solidarność ». Il appartient à un groupe qui, dans les années 1982-1987, organise le transport clandestin de machines à imprimer (offset) et de divers matériels destinés à la presse des réseaux de résistance polonais, en particulier pour Tygodnik Mazowsze. Son action lui vaut de recevoir la médaille polonaise commémorant le 25e anniversaire du Syndicat. Son action continue en faveur de Solidarnosc et pour une meilleure connaissance de l'histoire de la Pologne auprès du public français lui a valu d'être fait officier de l'ordre du Mérite de la République polonaise par le Président de la République polonaise en décembre 2009.
En 1983, Jean-Louis Panné participe à la création de la Société d'études soréliennes (avec Jacques Julliard, Shlomo Sand, etc.) et appartient un temps au comité de rédaction des Cahiers Georges Sorel.
En 1987, il intègre l'équipe du Dictionnaire biographique du mouvement ouvrier français pour aider à la conclusion de la période 1914-1939. Il a rédigé des dizaines de notices signées et non-signées jusqu'en 1993.
En 1994, par l’intermédiaire de Charles Ronsac, un des piliers de la maison d'édition Robert Laffont, il collabore avec François Furet pour son livre Le Passé d’une illusion. Essai sur l’idée communiste au XXe siècle, Robert Laffont, 1995. Il fut ensuite, avec Stéphane Courtois, l’initiateur du projet du Livre noir du communisme (Robert Laffont, 1997) et l’un des coauteurs de ce livre.
Éditeur assistant chez Gallimard, Jean-Louis Panné s'est plus particulièrement occupé, dans la collection "Quarto", de l'édition des œuvres de Witold Gombrowicz (Moi et mon double, 1996), de Simone Weil (Œuvres, 1999), de Hannah Arendt (Les Origines du totalitarisme ; Eichmann à Jérusalem, 2002), d'Alexis de Tocqueville (Lettres choisies, 2003), de George Sand (Histoire de ma vie, 2004), de Boris Pasternak (Le Docteur Jivago, 2005), de Marc Bloch (L’Histoire, la Guerre, la Résistance, 2006), de François Furet (La Révolution française, 2007), Roger Caillois (2008), Louis Guilloux (2009), Joseph Kessel (2010), Jorge Semprűn (2012), Albert Camus (2013).

## Publications

### Ouvrages
- Coécrit avec Emmanuel Wallon, L'Entreprise sociale, le pari autogestionnaire de Solidarność, L'Harmattan, 1987.
- Boris Souvarine : le premier désenchanté du communisme, Paris, Robert Laffont, 1993, 490 p. (ISBN 2-221-05394-X, présentation en ligne).
- Stéphane Courtois, Nicolas Werth et Jean-Louis Panné (et al.), Le Livre noir du communisme : crimes, terreur, répression, Paris, Robert Laffont, 1997, 846 p. (ISBN 2-221-08204-4, présentation en ligne).
- Journal de la France et des Français. Chronologie politique, culturelle et religieuse 481-2000, années 1900-1946, Gallimard, Quarto, 2001.
- Coécrit avec Stéphane Courtois et al., Dictionnaire du communisme, Larousse, 2007, articles « Katyn », « Solidarnosc », « Dissidence », « 1956 », etc.
- Jean-Louis Panné, Jan Karski, Le roman et l'histoire, Pascal Galodé, 30/04/2010, 187 pages,  (ISBN 978-2355930997)
- Marseillaises : 1792-2015. Textes rassemblés et présentés par Jean-Louis Panné, Paris, 2016, 98 p. Porte la mention : « Édition hors commerce réservée aux amis et aux personnes de bon aloi. » Rééd. Buchet-Chastel, 11/2018, 144 p.  (ISBN 978-2-283-03190-2)

### Articles, contributions
- Aux origines, le Cercle communiste démocratique, dans Boris Souvarine et la critique sociale, La Découverte, 1990.
- La Lettre des 250, dans La Part des Militants, Éditions ouvrières, 1996.
- « La négation de la famine en Ukraine (1932-1933) », dans L'Histoire trouée. Négation et témoignages, L'Atalante, 2003.
- « Brice Parain et le communisme », dans Brice Parain. Un homme de parole, Gallimard, 2005.
- « Esquisse d'une critique de la critique du Passé d'une illusion », dans Pierre Statius & Christophe Maillard (dir.), François Furet. Révolution française, Grande Guerre, Communisme, Cerf, coll. « démocratie ou totalitarisme », 2011, p. 45–77.
- « Du projet d'autonomie ouvrière au communalisme », dans Stéphane Courtois, Jean-Pierre Deschodt et Yolène Dilas-Rocherieux (dir.), Démocratie et révolution. Cent manifestes de 1789 à nous jours, Cerf-Politique/Presses universitaires de l'ICES, coll. « Démocratie ou totalitarisme », 2012, p. 297–345.
- « Politique et sociétés dans le catalogue de la NRF de l'entre-deux-guerres », dans Gallimard 1911-2011. Lectures d'un catalogue. Les Entretiens de la Fondation des Treilles, Gallimard, Les Cahiers de la NRF, 2012.
- « Boris Kritchevski, un anti-léniniste de la première heure (Lettres de Petrograd)», Communisme, «1917, La Révolution bolchévique», Éditions Vendémiaire, 2017, p. 45-68.
- « 1917-2017, célébration sous couvert d'anniversaire », Histoire & Liberté, n° 65, juin 2018, p. 55-81.

### Préfaces et postfaces
- Préface « Tombeau pour Jan Karski », à Jan Karski, Mon témoignage devant le monde. Histoire d'un État secret, Éditions Point de Mire, 2004. révision et annotation du texte en collaboration avec Céline Gervais-Francelle.
- Préface à Raphael Lemkin, Qu'est-ce qu'un génocide ?, Paris-Monaco, Éditions du Rocher, 10 janvier 2008  (ISBN 2268063984) ; rééd. Les Belles Lettres, coll. Le goût des idées, Paris, trad. fr. Alain Spiess, nouvelle édition établie et présentée par Jean-Louis Panné, 302 p., 2025  (ISBN 978-2251457185)
- Anastassia Lyssyvets, Raconte la vie heureuse..., L'Harmattan, Paris, 2009.
- Postface: « Le nom de la dette », Jean Rounault, Mon ami Vassia : Souvenirs du Donetz, Le Bruit du temps, 2009.
- Présentation, notes et postface à Jankiel Wiernik, Une année à Treblinka, Éditions Vendémiaire, 2012.
- Préface, présentations et notes à Boris Souvarine, Tragédie des lettres russes, Éditions Pierre-Guillaume de Roux, 2014.
- Préface : « Galtier-Boissière ou l'évidence de la guerre », et annotations à Jean Galtier-Boissière, La Fleur au fusil, Éditions Vendémiaire, 2014.
- « L'énigme russe », postface à Léon Chestov, Qu'est-ce que le bolchevisme ?, Le Bruit du temps, 2015, p. 135-179.
- Préface à Jacques Rossi, Quelle était belle cette utopie !, Éditions Interférences, 2016.